# Herbert Klee
Herbert Klee (* 20. Oktober 1946 in Pfaffenhofen; † 25. November 2023 in Holzolling, Gemeinde Weyarn) war ein deutscher Karikaturist, Zeichner und Maler.

## Leben und Wirken
Herbert Klee ließ sich an der Münchner Luisenschule zum Holzbildhauer und Grafikdesigner ausbilden. Seit 1972 arbeitete er als freischaffender Maler, Zeichner, Holzschneider und Karikaturist. Seine Karikaturen wurden u. a. im Deutschen Allgemeinen Sonntagsblatt und im Kulturmagazin TransAtlantik veröffentlicht.
Über viele Jahre hatte er ein Atelier gemeinsam mit seiner Frau, der Keramikerin Leslie Klee in Holzolling.
2004 widmete ihm das Olaf-Gulbransson-Museum Tegernsee eine Einzelausstellung mit seinen Zeichnungen, Karikaturen und Holzschnitten.

## Ausstellungen
- 1977: Bundeshaus, Bonn
- 1980, 1982, 1983: Galerie Grimm, München
- 1989: Pasinger Fabrik, München
- 2004: Herbert Klee – Zeichnung, Karikatur, Holzschnitt. Olaf-Gulbransson-Museum Tegernsee
- 2021: Galerie Markt Bruckmühl
- 2024: Bella Figura – Menschenbilder von Herbert Klee. Kunsthalle Pfaffenhofen[4]

## Veröffentlichungen
- Der Flug nach Bonn. Selbstverlag 1983.
- Malerei und Zeichnung. Ausstellungskatalog der Galerie Niebuhr, Berlin, 1985.
- 7 Holzschnitte zur Orestie von Aischylos. ars vivendi Kunsthandel, Pfaffenhofen 1994.
- Der Euro. Sein oder Nichtsein – das ist nicht die Frage. Cartoons und Text. Weyarn 1997, ISBN 978-3-00-002172-5.
- Peter Eggl: Weyarn in Bayern. Mit Zeichnungen von Herbert Klee, Weyarn 1999, ISBN 3-00-004963-0.